# Marbre de Saint-Béat

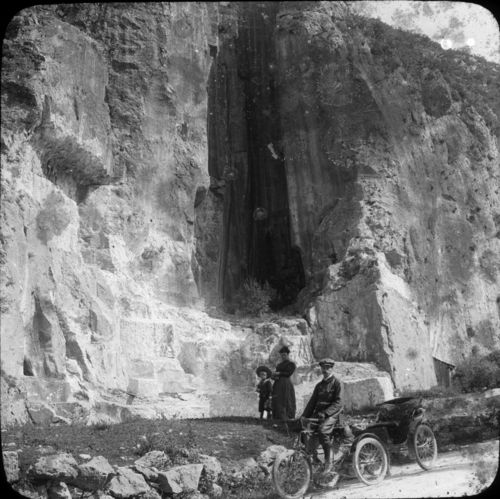
Carrière de Saint-Béat, photographie de Eugène Trutat, conservée à la bibliothèque de Toulouse

Le marbre de Saint-Béat est un marbre qui provient des carrières situées en France région Midi-Pyrénées département de la Haute-Garonne sur les communes de Saint-Béat et de Lez dans le massif des Pyrénées.

## Géologie
Le site géologique de Saint-Béat dans la vallée de la Garonne a été soumis à d’intenses contraintes tectoniques : c'est « une zone où l'orogenèse pyrénéenne a été particulièrement active, comme en témoigne la présence de calcaires marmoréens, ou roches métamorphiques fracturées issues de la recristallisation sous hautes températures et basses pressions de calcaires et de dolomies anciennes. Le fond de la vallée de la Garonne est constitué par un remplissage d’alluvions postérieures à la fonte du glacier garonnais. Une formation tardi-glaciaire résultant d’un remaniement des moraines de ce glacier et d’éboulis de pente tapisse la base des escarpements rocheux de la Montagne de Rié et du Cap du Mont ».
Les marbres de Saint-Béat sont issus de ces calcaires d'origine glaciaire du Jurassique :
- « blanc de Lez » : dépôts dolomitiques formés dans les eaux marines chaudes du Jurassique moyen voici 170 millions d'années et recristallisés voici 50 millions d'années pour former des cristaux rhomboédriques de carbonate double de calcium et de magnésium et qui donnent au marbre blanc de Lez un aspect grenu caractéristique[2] ;
- « blanc bleuté » : la recristallisation du calcite du Jurassique supérieur dans le métamorphisme pyrénéen donne un marbre comparable au marbre de Carrare ;
- « turquin » : C'est un marbre gris bleuté à nombreuses fentes de tension, rempli de calcite blanche ; il s'agit d'un calcaire d'origine marine (glaciaire ou fluviale) du Jurassique supérieur - Crétacé inférieur (140 - 110 millions d'années) recristallisé en marbre au cours du métamorphisme accompagnant l'édification des Pyrénées, voici 50 millions d'années.

## Histoire

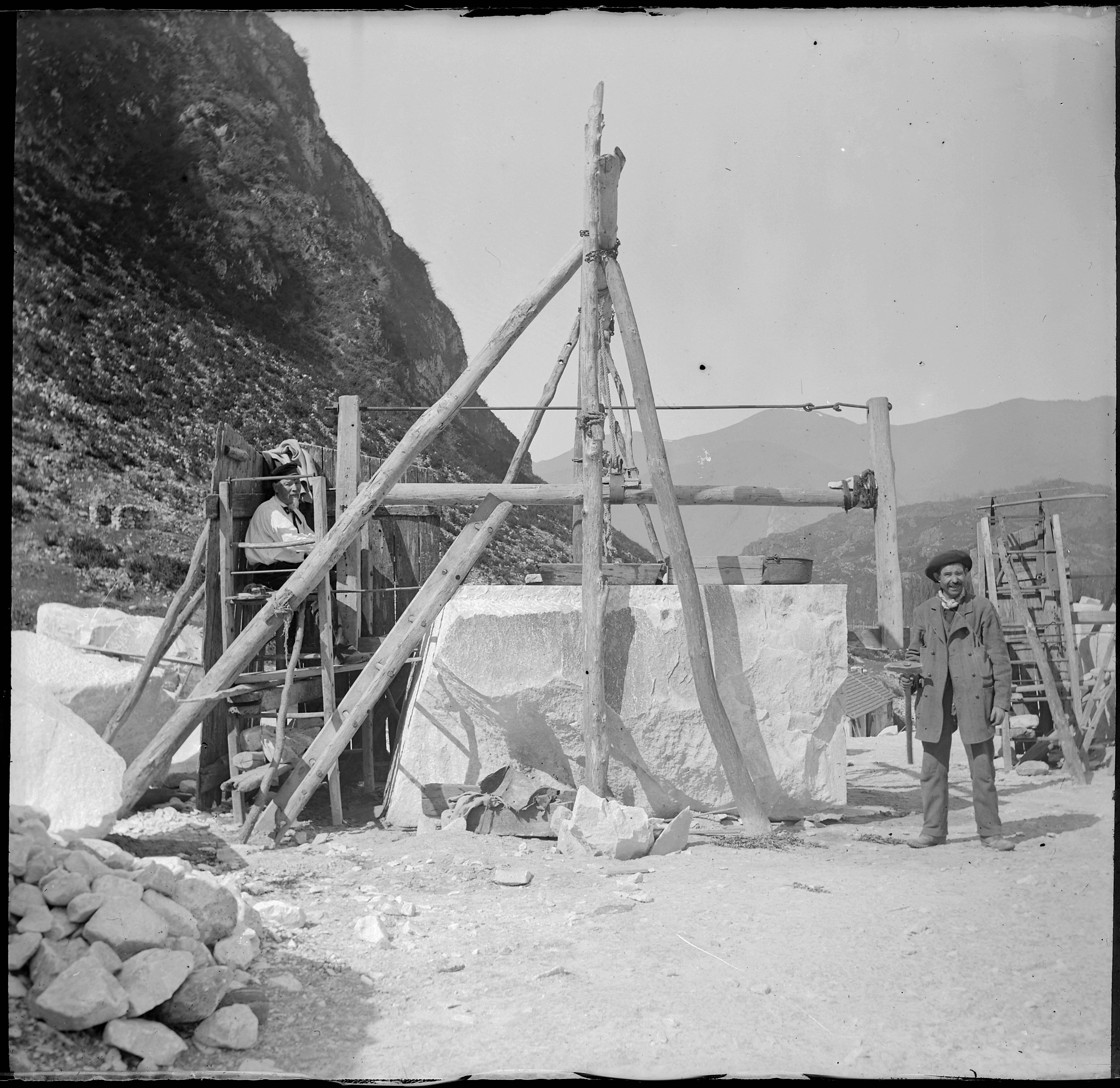
Scierie de marbre de Saint-Béat au XIXe siècle. Photographie d'Eugène Trutat, conservée au Muséum de Toulouse.

Le village de Saint-Béat, dans la Haute-Garonne, est enserré entre deux montagnes riches en marbre, culminant à 1200 m Cap del Mount et la montagne d'Arrie. Ses carrières sont exploitées depuis l'Antiquité dans ce village connu également sous le nom de Passus Lupi, « pas de loup ».
Très utilisées sous le règne de Louis XIV, les carrières furent ensuite négligées ou abandonnées et son marbre décrié pour être redécouvertes par M. Capelle-Layerle au XIXe siècle. Aujourd'hui on exploite à Saint-Béat neuf carrières de marbre de diverses couleurs dont une souterraine.

### Utilisation
Les marbres de Saint-Béat, exploités en grand, ont fourni la matière de la plupart des monuments découverts chez les gaulois Convenae et chez les Consoranni (vallées du Salat et de l'Ariège)[réf. nécessaire]. Le Musée Saint-Raymond de Toulouse conserve un certain nombre de bas-reliefs antiques et d'autels votifs en ce matériau. En 1824 on retrouva à Martres-Tolosane et à Nérac des morceaux de statues en marbre de Saint-Béat.

Il fut aussi utilisé ensuite pour les sarcophages comme le sarcophage de Cassien en marbre de Saint-Béat à Marseille dans l'Abbaye de Saint-Victor ou moins connu le sarcophage de la chapelle Saint-Clamens à Belloc. Le Marbre de la carrière du Château : des études récentes ont montré que le marbre blanc du trophée de Saint-Bertrand-de-Comminges, (groupe de statues commémorant la victoire des armées romaines d'Auguste dans l’ouest les Pyrénées et en Gaule) provenait de la carrière dite du Château, près de Saint-Béat. Quatre siècles plus tard, les sarcophages historiés découverts près de la Basilique Saint-Just de Valcabrère (IIIe ou IVe siècle) et le chapiteau tardif (VIe siècle) découvert dans un remblai à Saint-Bertrand-de-Comminges sont aussi en marbre de Saint-Béat
Il fut employé pour la construction de la basilique Saint-Sernin et de la cathédrale Saint-Étienne de Toulouse. On tirait de la brèche de la Pène-Saint-Martin des colonnes de 30 à 50 mètres de haut dont le socle de la colonne Dupuy à Toulouse. La « fontaine de la Trinité » à Toulouse a un socle en marbre blanc de Saint-Béat. Le marbre des bassins du château de Versailles, les escaliers, les statues de sa cour d'honneur, les bâtiments du Louvre sont en marbre blanc de Saint-Béat (carrière de Mourtis). Les escaliers du promenoir des bains de Bagnères-de-Luchon, deux statues du Palais de Justice de Tarbes également. Il était requis pour les statues et bustes royaux : la ville de Rennes demanda une statue colossale de Louis XVI. Une statue du roi « Henri IV enfant » de Bosio se trouve au Musée du Louvre. Pradier en fit un « buste de Vénus » et celle du roi « Charles X » . La carrière fut abandonnée et François Lucas pour réaliser le bas-relief des Ponts-Jumeaux à Toulouse ne put l'utiliser en 1772 et en fit venir de Carrare.

Théodosienne en Marbre de Saint-Béat - Musée Saint-Raymond
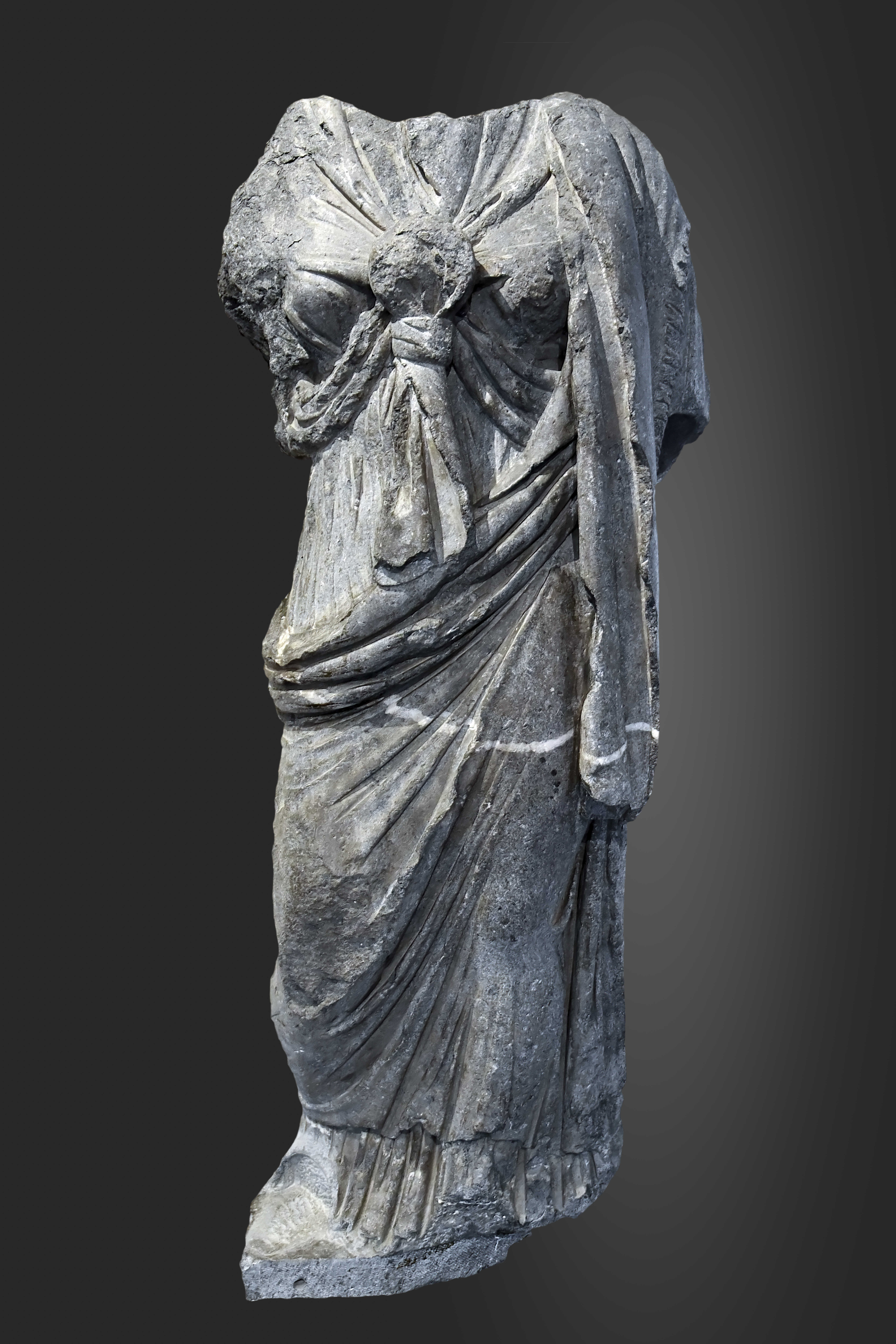
Isis en Marbre noir de Saint-Béat - Musée Saint-Raymond
Hercule au repos Marbre de Saint-Béat - Musée Saint-Raymond
Hercule et Iolaos contre l'hydre de Lerne.
Hercule nettoyant les écuries d'Augias.
Hercule et le sanglier d'Érymanthe sous les yeux d'Eurysthée.
Hercule chassant les oiseaux du lac Stymphale.
Hercule et Géryon.
Hercule et le roi Diomède
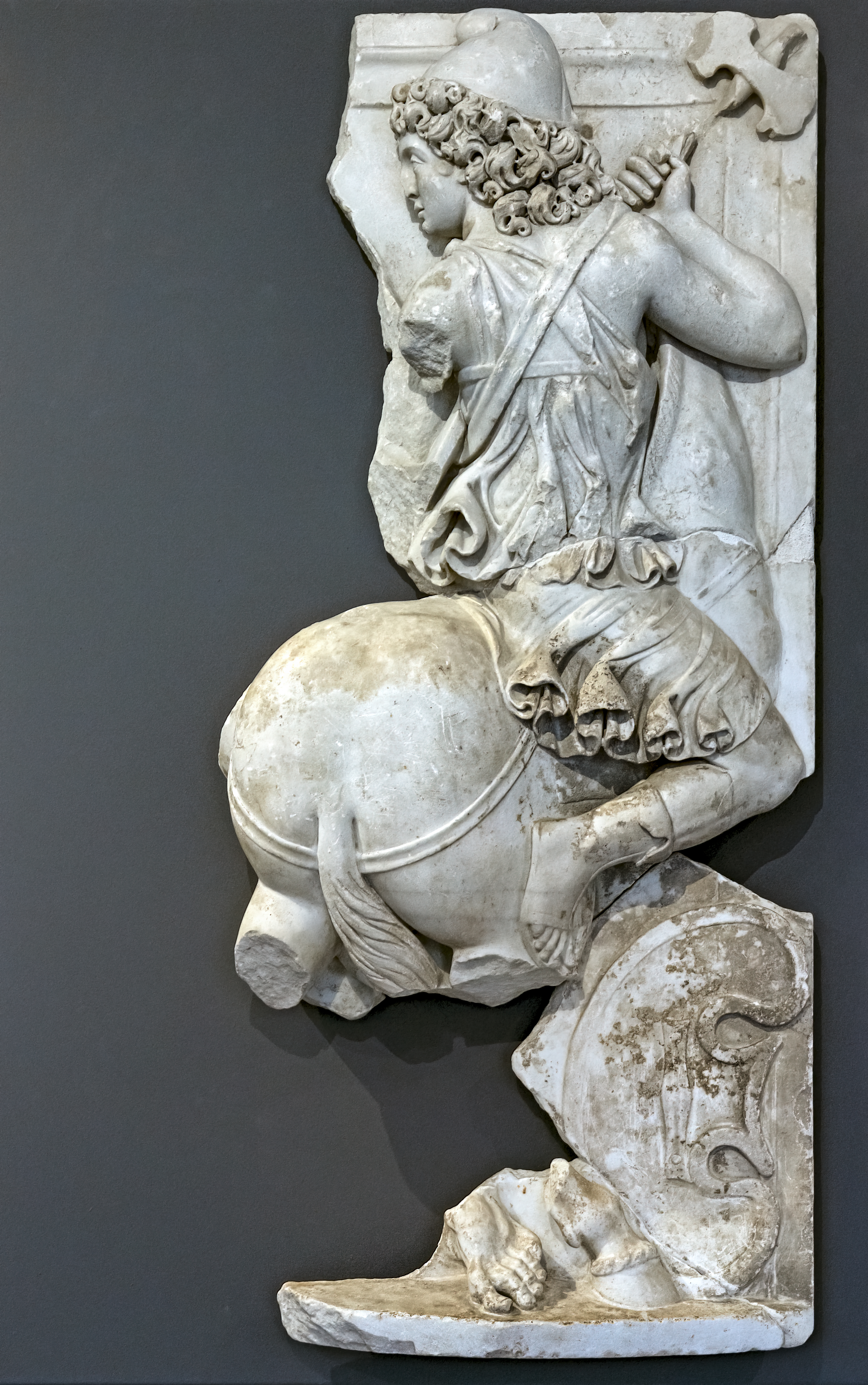
Hercule et l'amazone Hippolyté.
Hercule et Cerbère.
Hercule dans le jardin des Hespérides.
Vulcain
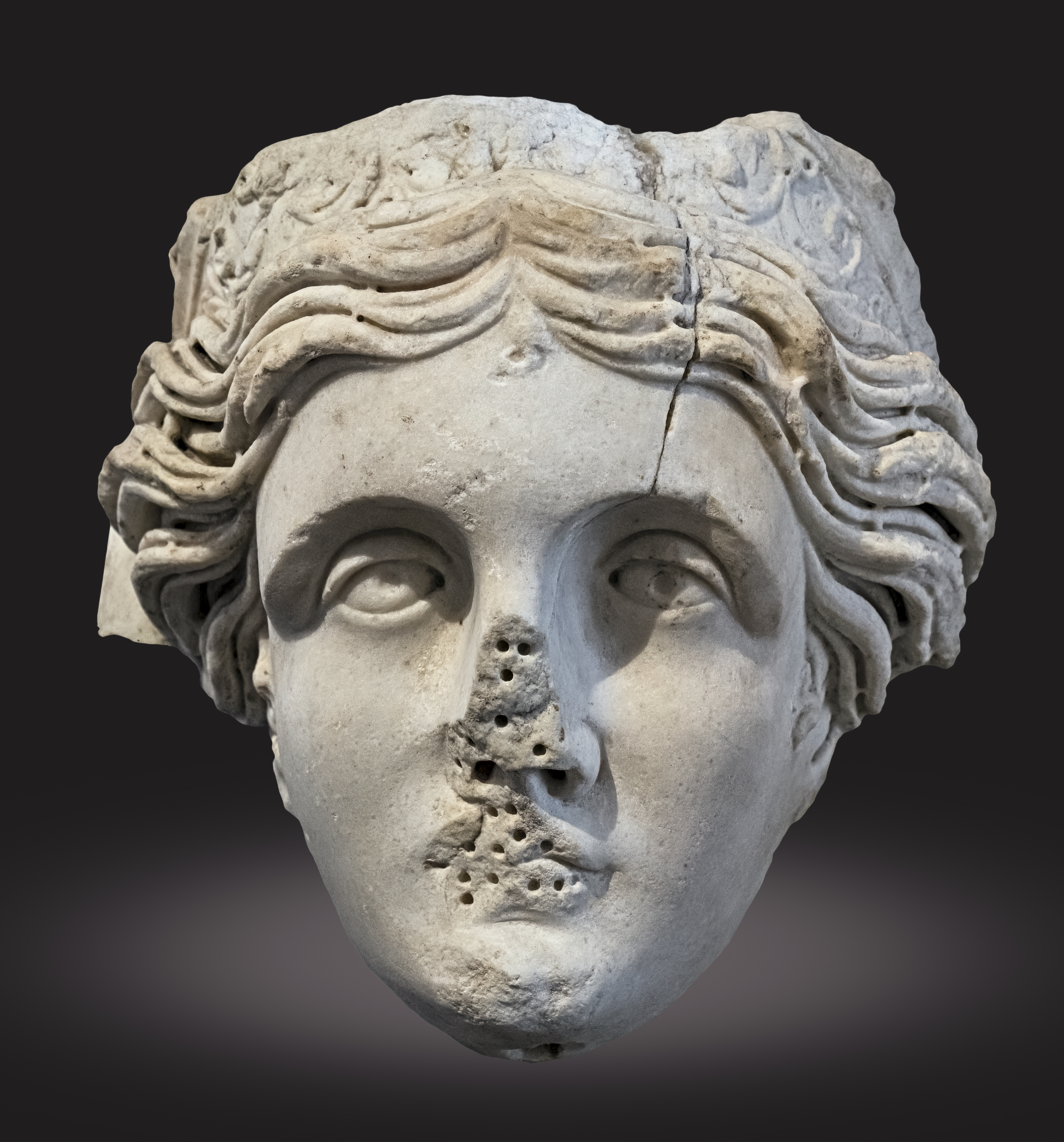
Junon
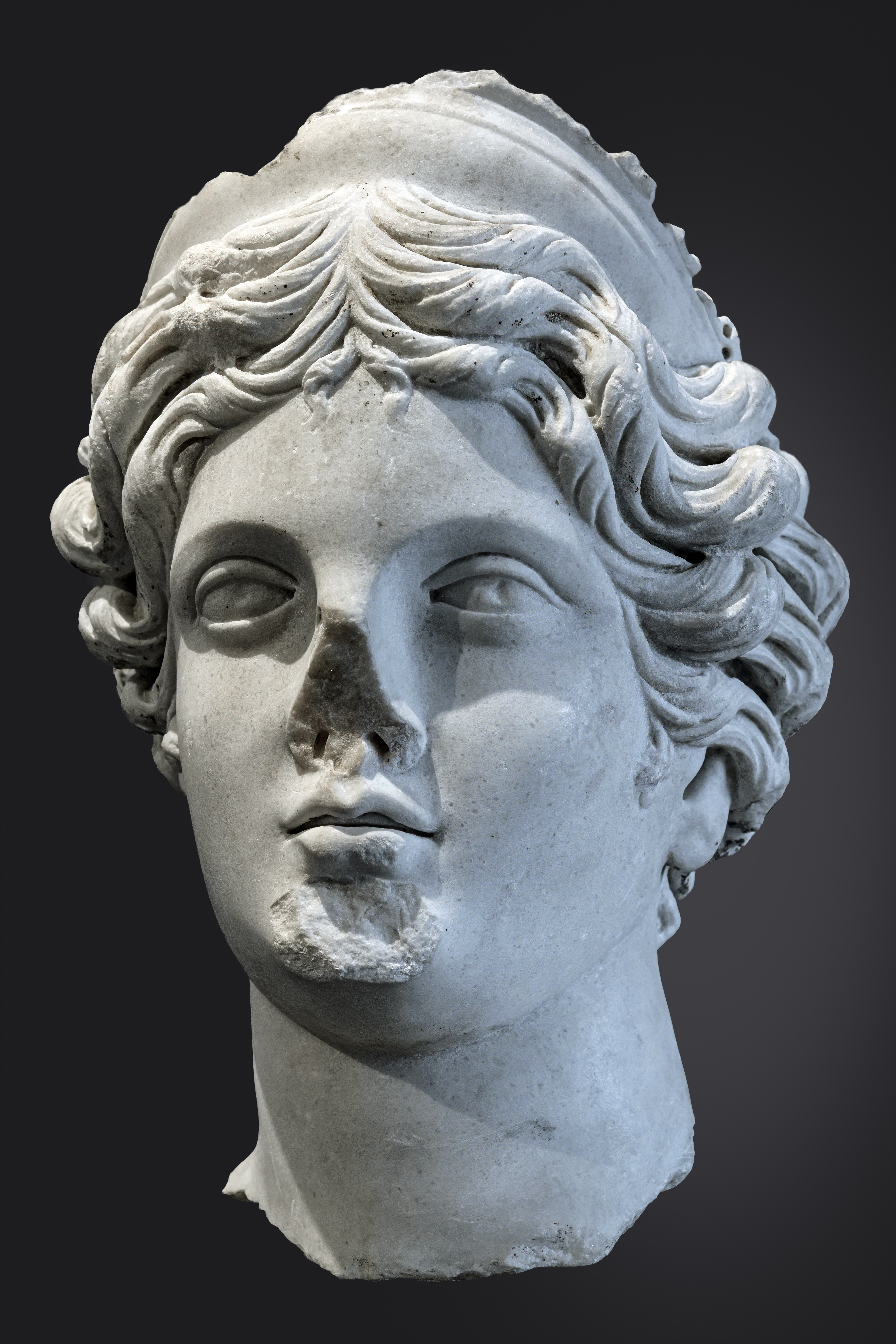
Vénus

### Exploitation et sculpture
Une lettre de noblesse aurait été donnée - selon une légende - par François Ier à la première personne qui lui envoya un morceau de ce marbre. Le roi Henri IV remplaça le marbre de Carrare par du marbre de France et fit exploiter les carrières de Saint-Béat. Très utilisées sous Louis XIV, les marbrières furent négligées sous Louis XV et plus ou moins oubliées et son marbre décrié. Les carrières appartinrent ensuite à Layerle-Capel, marbrier célèbre de Toulouse en 1821, qui en redécouvrit plusieurs et reçut des médailles d'or et d'argent pour ses travaux et découvertes, entre autres choses en 1826, au cours d'une excursion aux marbrières de Saint-Béat, la « brèche de Pleides » qu'il nomma « brèche royale », et qui contenait du marbre de divers coloris, en particulier le rouge brun.[pas clair] Elle appartient à la société Dervillé en 1851. Puis la famille Lavigne exploita les carrières de marbre blanc et bleu au début du XXe siècle. À partir de 1936 les carrières ont été exploitées par la société Onyx Marbres Granulés (OMG) de Jean Dabos, qui employait une quarantaine d'ouvriers et exploitait neuf carrières dont une souterraine. Ce n'est que depuis quelques années que la société a été racheté par l'entreprise mondial OMYA. Par ailleurs, dans les années 2000, un « Festival de la sculpture et du marbre » à Saint-Béat réunit une trentaine de sculpteurs chaque année pour présenter des sculptures sur marbre, remettant les carrières du village de Saint-Béat à l'honneur.

## Les carrières de marbre de Saint-Béat

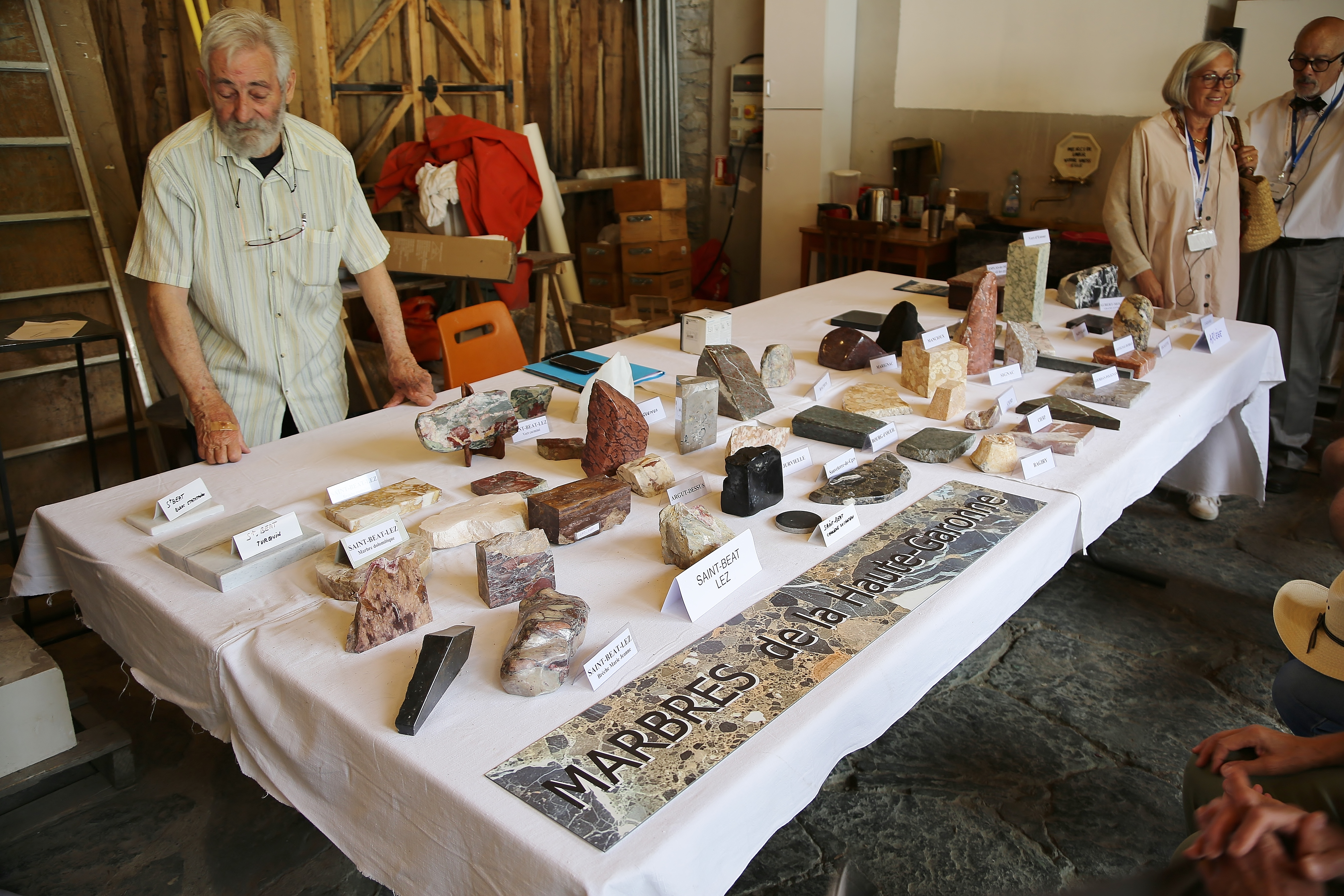
Échantillon de marbres pyrénéens avec les marbres de Saint-Béat au premier plan.

### Répartition des couleurs
- Bleu : route de Marignac, Montagne de Rapp
- Blanc : en face de l'étang
- Noir : Loures-Barousse
- Jaune : Bagiry
- Vert, blanc : Lez
- Rouge: Cierp

### Carrière de Rapp
Marbre blanc et bleu turquin, exploités depuis l'Antiquité . La principale carrière, dite de Rapp, est située à une assez grande hauteur, sur le flanc escarpé de la montagne d'Arrie, au nord-ouest de Saint-Béat, vers le village de Marignac. Le marbre blanc de Rapp est plus brillant que celui de Carrare.

#### Le «Mail de las Higuros», sanctuaire païen
En 1945, une découverte rend célèbre la carrière de Rap : la Société des produits azotés de Lannemezan (65), qui exploitait les déchets de carrières, met au jour l'ensemble du site antique connu de ses habitants et déjà décrit au XIXe siècle près de cette carrière, au lieu-dit du « Mailh de las Higuros » (la falaise aux visages ou aux figures, dix-huit petits bustes logés dans les alvéoles de la falaise, avec des autels) : des figures romaines et gauloises taillées dans la roche, puis des autels, une quarantaine, dont vingt-et-un dédiés au dieu local Erriape, dont un portant la dédicace de la corporation des marbriers.
Des fouilles sont entreprises par M. Sapène. Mais le site est détruit en janvier 1947 par un éboulement à la suite d'une explosion de tirs de mines,.

### Carrière du Château

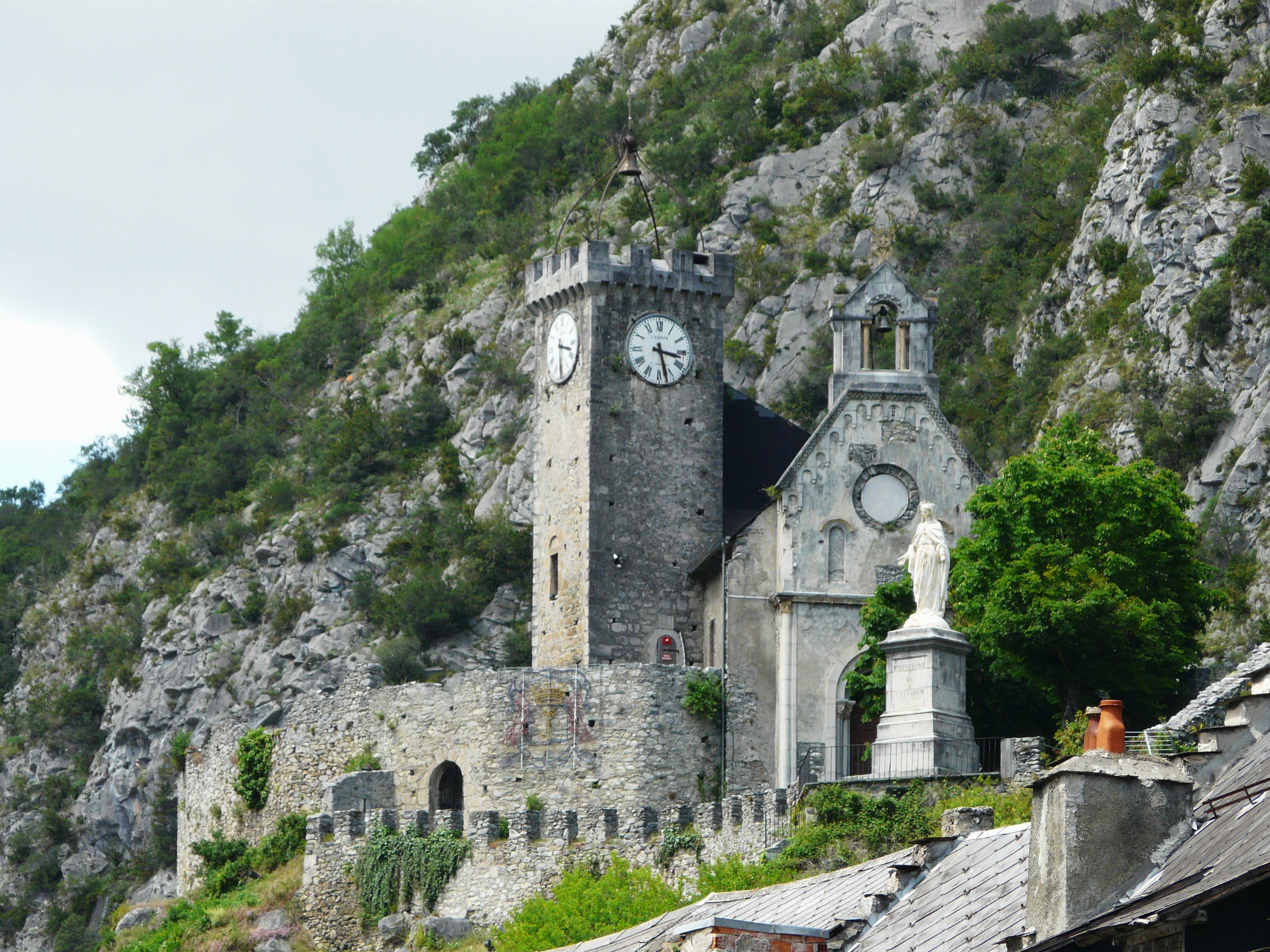
château et chapelle de Saint-Béat

### Carrière de Lez
Deux carrières : la brèche romaine et la Pène Saint-Martin

#### Carrière dite «Brèche romaine»
Marbre rosé. À la sortie du village sur la D 44 et après le pont, l’ancienne carrière romaine de marbre rosé appelée « brèche romaine » ou « Brèche rosée de Lez »( Dubarry de Lassale, 2000), découverte par M. Capel-[ Layerle. Une colonne, appelée jadis le « monolithe de Lez »  donna naissance à l'idée fausse que la colonne Trajane serait faite en marbre de Saint-Béat. Située sur le flanc sur de la montagne Cap del Mount, rive droite de la Garonne, elle a trente mètres de hauteur. Cette carrière antique fut exploitée l'occupation romaine à Saint-Béat, petite garnison fondée par Pompée (Passus-Lupi) 

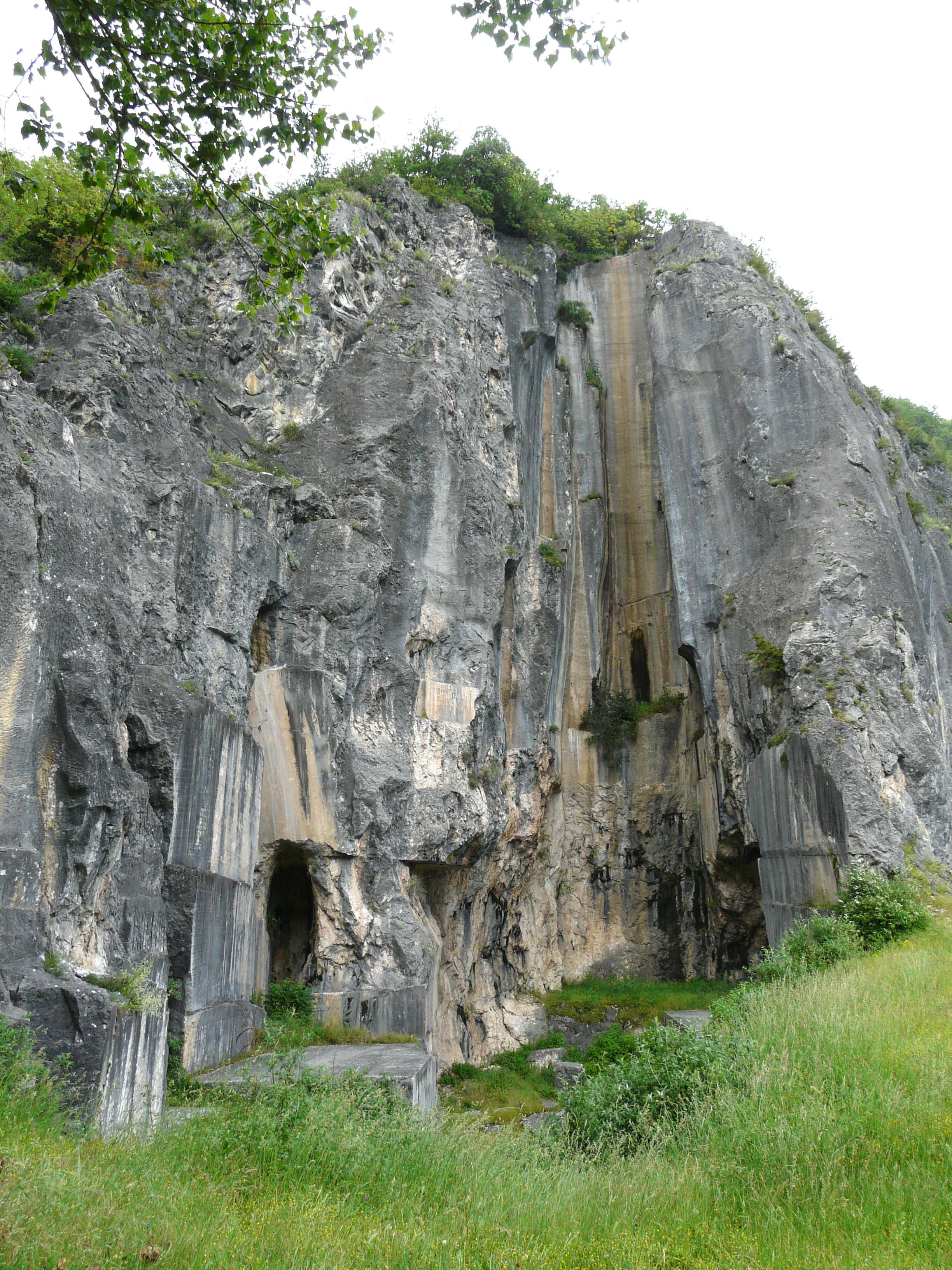
Saint-Béat, brèche romaine

La « brèche romaine » : Elle compte parmi les rares carrières où l'on peut encore observer les traces d'extraction de l'époque. Le marbre de Passus-Lupi a fait la renommée du village et la richesse de la vallée. Son exploitation est encore active aujourd'hui.

#### Carrière brèche de la Pène-Saint-Martin
Brèche Isabelle : Marbre jaune blanc gris, à grandes flaques. On a calculé au XIXe siècle que les Romains avaient extrait de la belle carrière de la Pène-Saint-Martin « 175,389 pieds et 8 pouces cubes d'une superbe brèche fond blanc, taches jaunes, blanches et rougeâtres » , soit environ 6000 mètres cubes.

### Carrière de Géry
Cette carrière de cipolin, située au lieu-dit Pujo de Géry (ou Pouy de Géry), a aussi été exploitée dès l'Antiquité, comme l'ont montré les fouilles réalisées en 1994 et 1995 par le CNRS et l'Université Toulouse Mirail, sous la direction de Jean-Marc Fabre.